# ミノタウラサウルス
ミノタウラサウルス（Minotaurasaurus）は、鳥盤目装盾亜目アンキロサウルス科に属する鎧竜と呼ばれる恐竜の一種。後期白亜紀に生息していた。名前はギリシャ神話の怪物「ミノタウロス」に由来する。
ミノタウラサウルスの化石は頭骨しか見つかっていない。頭の後ろの横には長い角を生やしており、目の後ろの下にも大きなトゲを生やしていた。この頭の角から、本属はこの角を特徴に持つアンキロサウルス科と考えられる。大きさは約5mと推定される。化石の発見場所は不明だが、中国からモンゴルに広がるゴビ砂漠のどこかだとされている。なお、前述したようにこの恐竜の化石は頭骨が発見されているのみなので、胴体の部分は近縁種を参考に描いていると考えて良い。
特徴的な装甲の牛のような頭と、より原始的な頭蓋骨を備えていたが、アンキロサウルス科の典型的な特徴を共有している。